# Innere und äußere Planeten

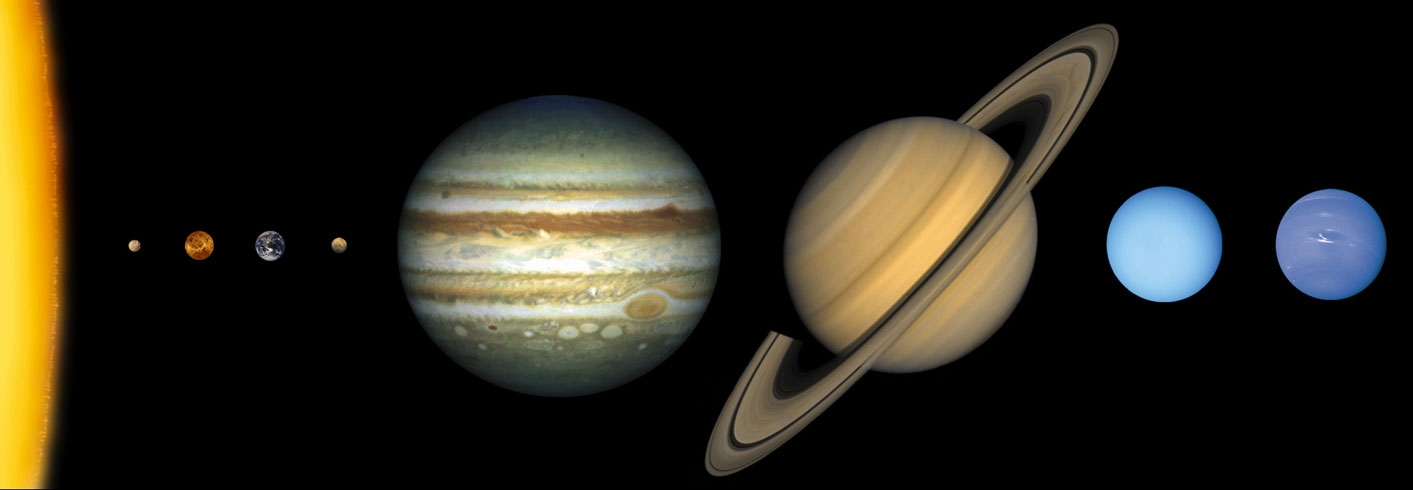
Die Sonne und die Planeten des Sonnensystems in wahrem Größenverhältnis; Entfernungen nicht maßstabsgetreu

Die acht Planeten des Sonnensystems werden in vier innere Planeten und vier äußere Planeten aufgeteilt. Die Einteilung definiert zwei Gruppen, die sich im chemischen Aufbau sehr voneinander unterscheiden. Alle inneren Planeten sind terrestrische Planeten und unterscheiden sich damit wesentlich von den äußeren Planeten, die allesamt Gasplaneten sind. Die inneren Planeten umlaufen die Sonne innerhalb des Asteroidengürtels, die äußeren außerhalb.
Die inneren Planeten sind: 
- Merkur
- Venus
- Erde
- Mars

Den Bereich der inneren Planeten zusammen mit dem Asteroidengürtel bezeichnet man auch als inneres Sonnensystem.
Die äußeren Planeten sind: 
- Jupiter
- Saturn
- Uranus
- Neptun

Entsprechend wird der Bereich der äußeren Planeten auch als äußeres Sonnensystem bezeichnet.
Bis zum 24. August 2006 zählte auch der Pluto zu den äußeren Planeten. Nach einer Neudefinition des Begriffs Planet durch die Internationale Astronomische Union (IAU) wurde ihm jedoch dieser Status aberkannt.

## Untere und obere Planeten
Gegenüber dieser planetologisch begründeten Unterscheidung bezieht sich die Unterteilung in untere und obere Planeten als Kategorienpaar der beobachtenden Astronomie auf ihre von der Erde aus unterschiedlichen Beobachtungsbedingungen, aufgrund ihrer Umlaufbahn innerhalb bzw. außerhalb der Erdbahn. 